# جون هولينغر
جون هولينغر (بالإنجليزية: John Hollinger)‏ هو كاتب أمريكي، ولد في 17 مايو 1971.